# Eugénie Collot
Eugénie Collot, née le 3 juin 1857 à Paris et morte dans la même ville le 24 avril 1907, est une tapissière et militante anarchiste, féministe et syndicaliste révolutionnaire française.
Née dans une famille ouvrière, Collot devient tapissière et s'engage, surtout à partir des années 1890, dans plusieurs luttes sociales. Elle s'intègre aux milieux féministe et syndicaliste français ; se présentant par exemple aux élections comme candidate en 1890, étant élue secrétaire du syndicat des tapissières, qu'elle fonde, ou de la Bourse du travail de Paris, qui l'envoie comme déléguée au congrès de Bruxelles de la Deuxième Internationale.  
Anarchiste active, elle occupe un rôle « significatif » au sein du mouvement anarchiste en France dans les années 1890, notamment en prenant en charge la gestion d'un certain nombre d'organisations ou d'événements, à l'instar des soupes-conférences ou de La Rénovation sociale par le travail une organisation qu'elle fonde et où elle invite un certain nombre de figures de l'anarchisme, comme Élisée Reclus ou Léon Tolstoï. 
Malgré son importance sur le mouvement anarchiste et d'autres luttes, sa mémoire tombe dans l'oubli après sa mort.

## Biographie
Eugénie Marie Collot naît à Paris le 3 juin 1857. Selon son acte de naissance, elle est fille d'Eugène Victor Collot et d'Élisa Rouilly.

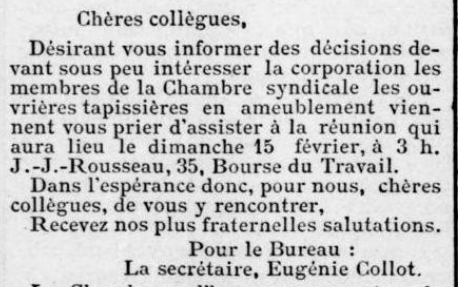
Intervention d'Eugénie Collot dans Le Parti Ouvrier, 13 février 1891

Alors qu'elle travaille comme tapissière, en 1890, elle se présente avec une liste de candidates aux élections des prud'hommes, une liste soutenue par la Ligue d’affranchissement des femmes, en guise de protestation à l'interdiction faite aux femmes de se présenter. L'année suivante, Collot est élue secrétaire du syndicat nouvellement créé par les tapissières pour « lutter contre les salaires insuffisants, le chômage et le manque d’union » dans cette profession. 
Quelques mois plus tard, en juillet 1891, elle est élue à la commission exécutive de la Bourse du travail de Paris. Elle est déléguée par les travailleurs pour les représenter au congrès de Bruxelles de la Deuxième Internationale. Le 26 septembre 1892, elle se coordonne avec ses compagnons anarchistes pour leur permettre d'envahir la tribune en faisant diversion lors d'un meeting consacré aux grèves de Carmaux, alors en cours. 
En décembre 1892, Collot rejoint l'organisation des soupes-conférences et devient membre de son Comité féminin, en charge de son organisation,. Elle est considérée comme n'étant pas assez radicale par certaines de ses camarades anarchistes, et quitte l'organisation des conférences au début de l'année suivante.

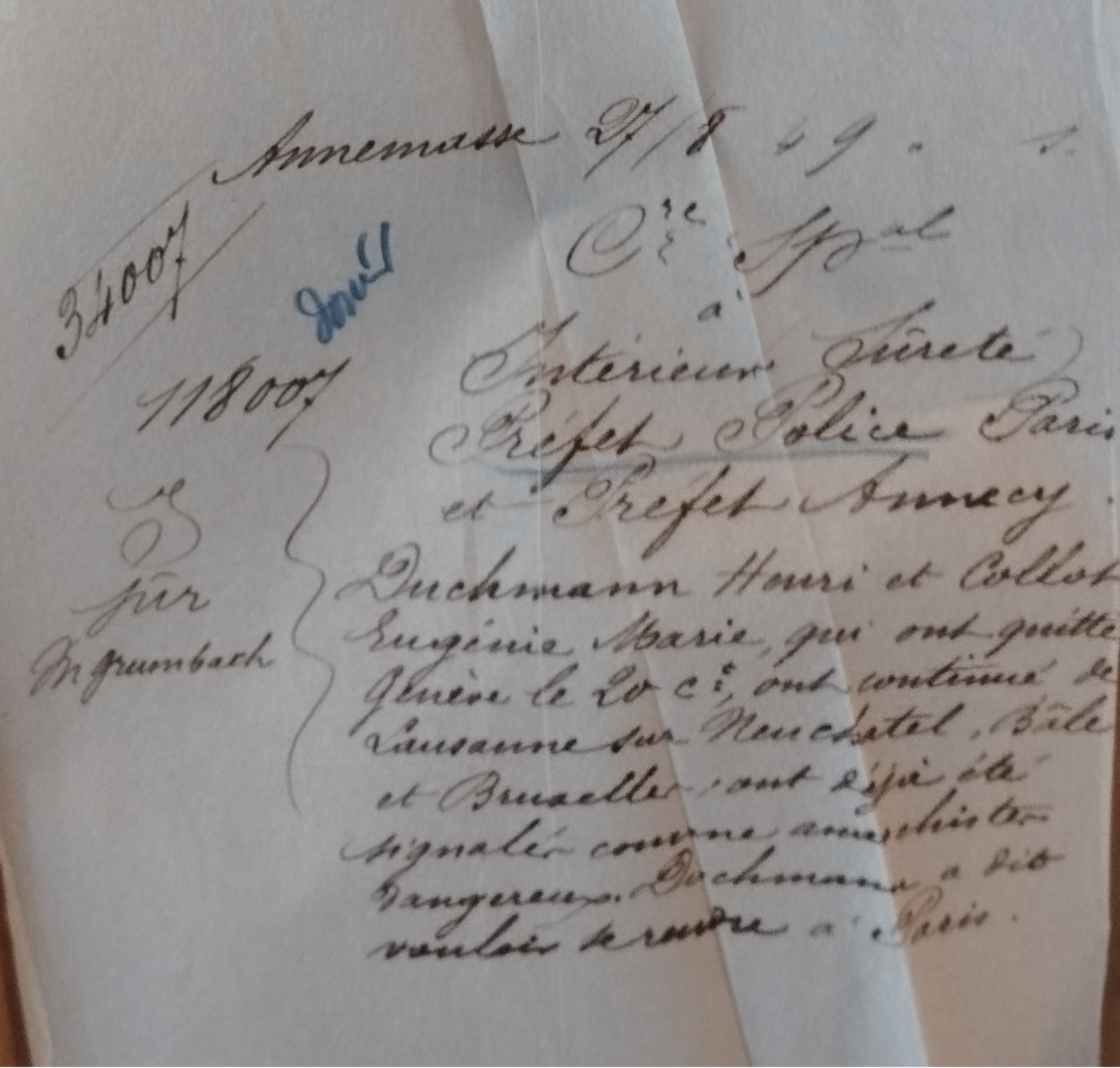
Rapport de police sur Collot la décrivant comme une 'anarchiste dangereuse' et rendant compte de ses déplacements en Suisse (Archives nationales - courtoisie dArchives anarchistes)

Le 9 mars 1893, alors qu'elle est candidate abstentionniste, elle est, avec Constant Marie, la principale instigatrice d'un rassemblement anti-électoraliste où les anarchistes défilent avec des oreilles d'âne dans les rues de Paris. Elle et une certaine Elisa, qui pourrait être Eliska Cooquus, portent des pancartes, saisies par les autorités, où elles ont écrit : 

« Nous sommes des créatrices, nous voulons être des candidatrices ! »

Le long de l'année 1893, elle s'engage dans une série de rassemblements, où elle parle fréquemment, attaque la bourgeoisie, les députés et défend l'anarchie,. Elle propose une motion pour honorer Ravachol en juin 1893. Lors d'une réunion se déroulant peu après, elle essaie de changer le procès verbal d'une précédente réunion - éventuellement celle comportant sa motion, ce qui mène quelques personnes à demander son expulsion, sans succès.
Elle poursuit publiquement son militantisme en faveur de Ravachol et appelle les anarchistes à se rassembler en sa mémoire, une orientation reprise par des anarchistes qui décident de se rendre devant la statue de Diderot, considéré comme précurseur de l'anarchisme. Collot se rend au rassemblement accompagnée de Gaston Dubois, et alors qu'elle présente une couronne de fleurs à la statue, avec l'inscription « À Ravachol, mort pour la vérité ! », ils sont arrêtés par la police et la couronne saisie. 
Remise en liberté, elle est perquisitionnée le 11 mars 1894 et arrêtée le lendemain pour association de malfaiteurs. Elle reste plus de trois mois en prison sans procès, puis est libérée. À sa libération, l'anarchiste écrit au juge qui a demandé son incarcération et lui déclare qu'elle a déposé une couronne d'épines sur la tombe d'Auguste Vaillant,.

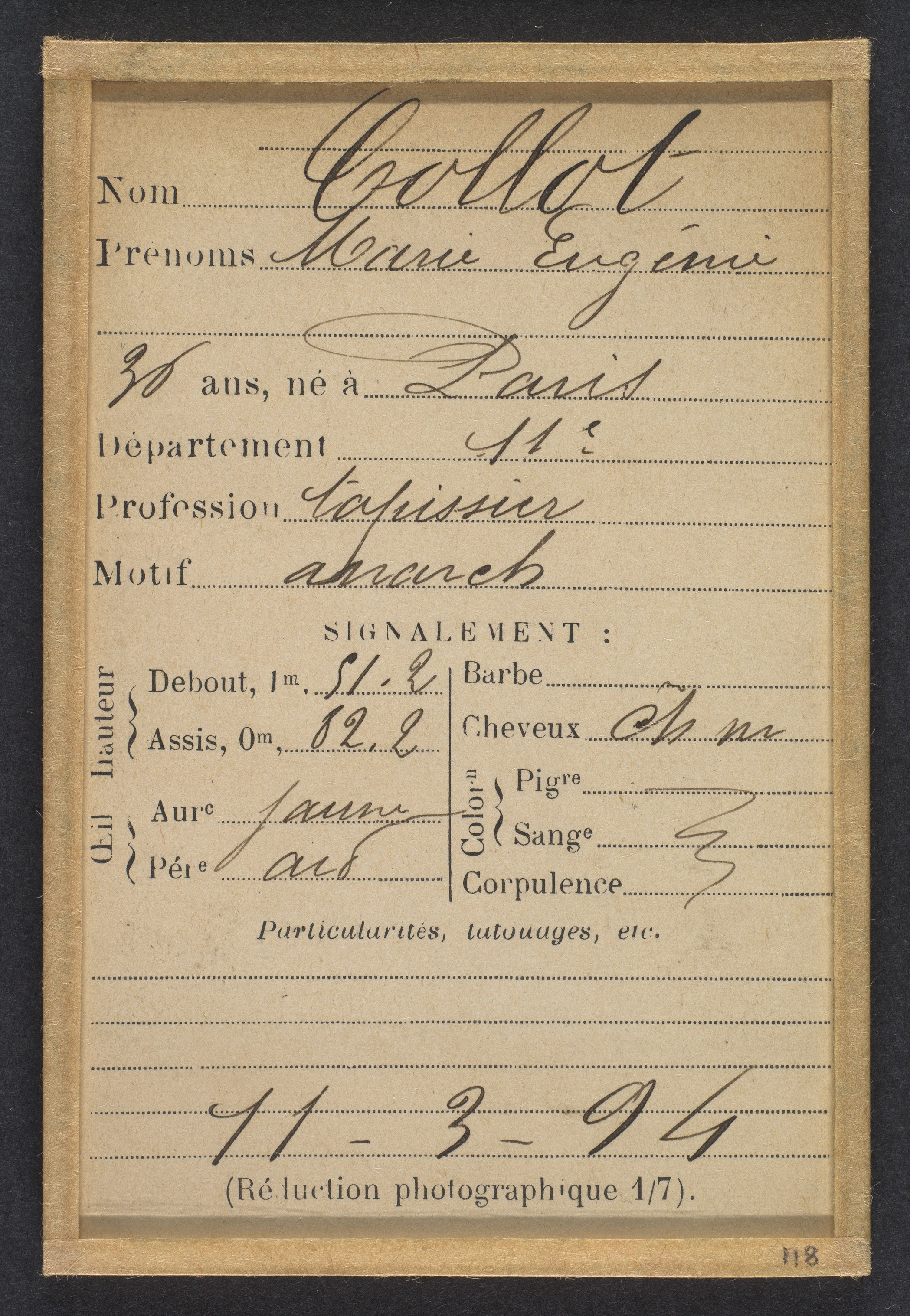
Fichier de Bertillon sur Collot (1894)

En 1898, la militante relance L’Idée nouvelle, une société anarchiste organisant des conférences et interrompue pendant la répression de janvier et février 1894,. Elle invite à parler en faveur de l'anarchisme ou contre l'antisémitisme, différentes personnalités artistiques anarchistes comme Laurent Tailhade, Fernand Pelloutier, Pierre Quillard, Zo d’Axa ou Adolphe Retté. Théophile Alexandre Steinlen lui donne un dessin pour qu'elle puisse en revendre des reproductions et ainsi assurer les moyens financiers de l'organisation. 
Lors d'une de ces conférences, il s'agit pour les intervenants de dénoncer les crimes de l'Espagne pendant la guerre d'indépendance cubaine, et ainsi de « réhabiliter l'histoire en réaction aux informations mensongères publiées dans la presse bourgeoise »,.
En 1900, son organisation se renomme La Rénovation sociale par le travail et inclut désormais dans son comité directeur, Eugène Carrière, Elisée Reclus, Steinlen ou encore Léon Tolstoï. À partir de 1902, La Rénovation sociale par le travai prend une orientation moins subversive et se concentre sur des sujets scientifiques.
Elle poursuit au moins son militantisme jusqu'en 1905, date à laquelle elle fait une pétition pour demander la création de l'inspection du travail en Algérie française.
Collot meurt le 24 avril 1907 à l'hôpital Saint-Antoine, à Paris.

## Postérité

### Mémoire et oubli
Bien qu'Eugénie Collot soit l'une des militantes avec un rôle « significatif » sur le mouvement anarchiste, sa mémoire ne passe pas à la postérité, selon la chercheuse Marie-Pier Tardif.

### Photographie policière
Sa photographie policière fait partie des collections du Metropolitan Museum of Art (MET).